# 4-Methoxyamphetamin
4-Methoxyamphetamin (kurz 4-MA; auch para-Methoxyamphetamin, PMA) ist eine psychotrope Substanz, die aufgrund ihrer Struktur zu den Stoffgruppen der Phenolether und zu den substituierten Amphetaminen zählt. Es taucht als Bestandteil von Ecstasytabletten auf.

## Synthese
In PiHKAL ist die Herstellung über das aus 4-Methoxybenzaldehyd und Nitroethan zugängliche Nitropropenderivat durch Reduktion mit Lithiumaluminiumhydrid beschrieben.

## Pharmakologische Eigenschaften
PMA hat eine sehr Amphetamin-ähnliche und eine leicht empathogene Wirkung. PMA wirkt als Releaser und Wiederaufnahmehemmer von Monoamin-Neurotransmittern.
Die wirksame Dosierung liegt im Bereich von 10 bis 30 mg, die Wirkdauer liegt unter drei Stunden.

## Gefahren
Die Wirkung von PMA setzt erst sehr spät ein, seine Wirkung ist nicht so stark wie die von MDMA. Dadurch wird der Konsument leicht zur Überdosierung verführt. PMA führt körperlich zur Erhöhung von Puls, Blutdruck, Körpertemperatur und Nystagmus. Bei Überdosierung kann es zu Erbrechen, Muskelkrämpfen, Atemproblemen und schlimmstenfalls zu Organversagen kommen, die in Konsequenz zu Koma oder Tod führen können. Die Körpertemperatur kann auf über 40 °C steigen. Bereits seit den 1970er Jahren ist es zu zahlreichen Todesfällen gekommen, die auf PMA-Überdosierung zurückzuführen sind. Auch heute kommt es immer wieder zu Todesfällen im Zusammenhang mit PMA.

## Rechtsstatus in Deutschland
PMA ist in der Bundesrepublik Deutschland aufgrund seiner Aufführung in der Anlage I BtMG ein nicht verkehrsfähiges Betäubungsmittel. Der Umgang ohne Erlaubnis ist grundsätzlich strafbar. Weitere Informationen sind im Hauptartikel Betäubungsmittelrecht in Deutschland zu finden.